# Кузьмін Дмитро Володимирович (військовик)
Дмитро́ Володи́мирович Кузьмі́н (27 квітня 1974-10 липня 2014) — сержант резерву, Міністерство внутрішніх справ України, батальйон «Донбас», учасник російсько-української війни.

## Короткий життєпис
Народився 1974 року в місті Асбест (Свердловська область РФ). У 1979 році із родиною переїхав до України — на Черкащину. Його батько був художник; Дмитро після закінчення школи, також маючи хист і бажання продовжити батьківську справу, вступив до Київського художнього училища. Після закінчення першого курсу 1992 року був призваний на строкову військову службу — проходив у частинах Національної гвардії України в Донецьку. 1999 року закінчив Львівську комерційну академію. Проживав у Києві. Під час навчання познайомився з майбутньою дружиною Зоряною; 2007 року у подружжя народився син Михайло, а 2010-го — його братик Іван. Захоплювався фотографією, хобі перетворилося в професію — працював фотографом на курортах Єгипту.
Повернувся на Батьківщину з початком Революції Гідності. Брав активну участь у Самообороні Євромайдану. Після спроби росіян захопити Крим перебував у рядах батальйону «Дніпро-2». Під містом Червоноармійськ зумів врегулювати конфлікт із проведенням т. зв. «референдуму» — за що дістав прізвисько «Миротворець». До лав Національної гвардії зголосився добровольцем. Командир 1-го відділення 1-го взводу батальйону спеціального призначення резервістів.
За офіційною версією, під час виконання службового бойового завдання в селі Малинівка Покровського району наразився на ворожу засідку, в бою зазнав вогнепальних поранень, несумісних з життям
За свідченням Мустафи Найєма та бойових побратимів з батальйону «Донбас», загинув внаслідок обстрілу, вчиненого бійцями 93-ї бригади, які дістали хибне повідомлення про пересування сепаратистів.
Вдома залишилися дружина та двоє синів.
Похований у селі Гнідин, Бориспільський район.

## Нагороди та вшанування
- 26 липня 2014 року — за особисту мужність і героїзм, виявлені у захисті державного суверенітету та територіальної цілісності України, вірність військовій присязі під час російсько-української війни, відзначений — нагороджений орденом «За мужність» III ступеня (посмертно).
- У пам'ять про нього у с. Углуватка на Черкащині, де він раніше мешкав, встановлено пам'ятний знак[3].
- 23 травня 2017-го у Львівському торговельно-економічному університеті відкрито меморіальні дошки Дмитрові Кузьміну і Тарасові Брусу.